# Лёбенихтская ратуша
Лёбенихтская ратуша была зданием расположенным в Лёбенихтском Длинном переулке.

## История
После слияния районов Кёнигсберга здание ратуши использовалось в различных целях. Во время большого пожара в Лёбенихте, в 1764 году, готическое здание ратуши выгорело дотла и превратилось в руины. После реконструкции здание стало использоваться как место встреч лёбенихстских пивоваров и городской гвардии. После этого книготорговец Филипп Кристоф Кантер купил здание ратуши для своих целей. В 1769 году Иммануил Кант жил и преподавал на одном из чердаков этого здания. В 1788 году книжный издатель Готтлиб Леберехт Хартунг в очередной раз купил это здание. Новый пожар, в 1876 году, уничтожил здание. После восстановления, в здании разместились редакции газет «Hartungsche Zeitung», а затем «Königsberger Tageblatt».